# Husson
Pour les articles homonymes, voir Husson (homonymie).
Husson est une ancienne commune française, située dans le département de la Manche en région Normandie, devenue le 1er janvier 2016 une commune déléguée au sein de la commune nouvelle du Teilleul.
Elle est peuplée de 176 habitants.

## Géographie
| Saint-Jean-du-Corail               | Saint-Jean-du-Corail              | Barenton              |
| Notre-Dame-du-Touchet              | Husson                            | Saint-Cyr-du-Bailleul |
| Notre-Dame-du-Touchet, Le Teilleul | Le Teilleul, Sainte-Marie-du-Bois | Le Teilleul           |

## Toponymie
Le toponyme est attesté sous les formes Heuçon en 1082, de Heuceone en 1112, de Heuchom vers 1120, Hueceon en 1180, Huechon en 1224 et de Hueceone en 1256.
Il serait issu d'un anthroponyme, sans que l'on sache lequel. Selon Albert Dauzat, ce serait le germanique Huso, germanique également mais Hugizo(n) selon Ernest Nègre, tandis que René Lepelley avance le roman Helicius.
Le gentilé est Hussonnais).

## Histoire
Ce village a été le siège la seigneurie des barons de Husson du XIIe au XVIe siècle. Au XIIe siècle, Roger de Husson souscrit une charte de Henri II en faveur de l'abbaye de Savigny.
Après le mariage (1496) d'Anne de Husson avec Bernardin de Clermont, il semblerait que ce soit les Clermont qui furent qualifiés de baron de Husson.

## Politique et administration
| Période                                  | Période              | Identité         | Étiquette | Qualité     |
| ---------------------------------------- | -------------------- | ---------------- | --------- | ----------- |
| avant 1981                               | mars 2001            | Jules Fournière  |           |             |
| mars 2001                                | 25 juin 2014 (décès) | Gaston Montécot  |           |             |
| octobre 2014                             | décembre 2015        | Françoise Daguer | SE        | Agriculteur |
| Les données manquantes sont à compléter. |                      |                  |           |             |

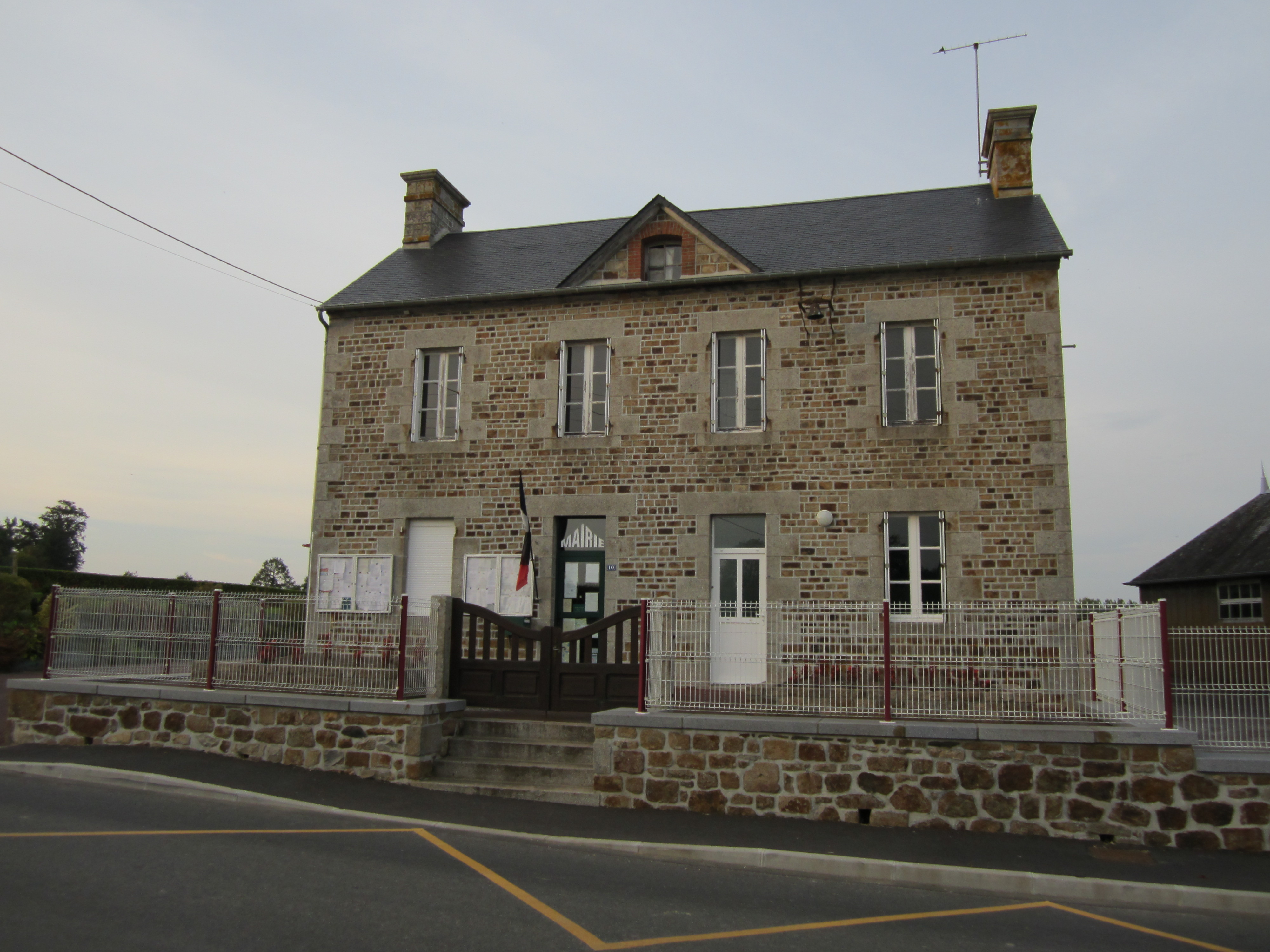
Mairie.

Le conseil municipal était composé de dix membres (pour onze sièges) dont le maire et deux adjoints.

## Démographie
En 2021, la commune comptait 176 habitants. Depuis 2004, les enquêtes de recensement dans les communes de moins de 10 000 habitants ont lieu tous les cinq ans (en 2004, 2009, 2014, etc. pour Husson) et les chiffres de population municipale légale des autres années sont des estimations.
Husson a compté jusqu'à 1 035 habitants en 1821.
| 1793 | 1800  | 1806 | 1821  | 1831  | 1836 | 1841 | 1846 | 1851  |
| ---- | ----- | ---- | ----- | ----- | ---- | ---- | ---- | ----- |
| 850  | 1 008 | 967  | 1 035 | 1 008 | 910  | 943  | 996  | 1 020 |

| 1856 | 1861 | 1866 | 1872 | 1876 | 1881 | 1886 | 1891 | 1896 |
| ---- | ---- | ---- | ---- | ---- | ---- | ---- | ---- | ---- |
| 980  | 941  | 921  | 796  | 753  | 774  | 766  | 775  | 725  |

| 1901 | 1906 | 1911 | 1921 | 1926 | 1931 | 1936 | 1946 | 1954 |
| ---- | ---- | ---- | ---- | ---- | ---- | ---- | ---- | ---- |
| 678  | 685  | 691  | 555  | 557  | 543  | 542  | 529  | 479  |

| 1962 | 1968 | 1975 | 1982 | 1990 | 1999 | 2004 | 2009 | 2014 |
| ---- | ---- | ---- | ---- | ---- | ---- | ---- | ---- | ---- |
| 423  | 424  | 333  | 310  | 286  | 260  | 242  | 234  | 192  |

| 2018 | - | - | - | - | - | - | - | - |
| ---- | - | - | - | - | - | - | - | - |
| 171  | - | - | - | - | - | - | - | - |

## Lieux et monuments

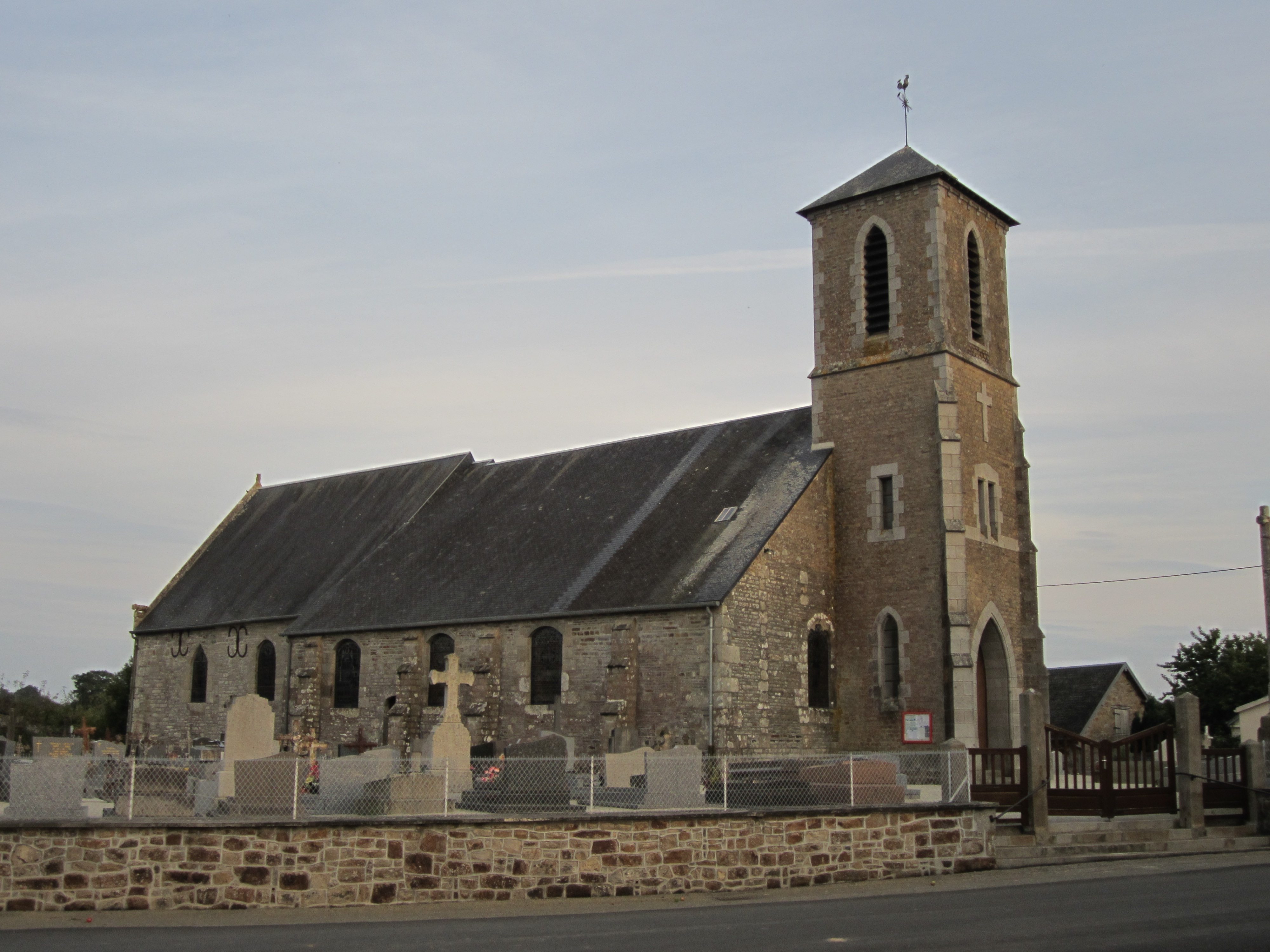
Église Saint-Pierre.

- Église Saint-Pierre des XIe – XVIIIe siècles. Le patronage de l'église était attaché au principal fief du village dit de Grand-Husson[15].

Elle abrite deux autels latéraux avec retable (XIXe), linteau de porte latérale (XIVe) avec inscription gothique, Chemin de croix en lithographies (XIXe), reliquaires (XVIIIe), les statues Vierge à l'Enfant (XIXe) et saint Pierre (XIXe).
- Fermes-manoirs de la Tavelière (XVIe siècle), avec sa tourelle carrée, la Gardonnière (XVIe siècle), la Petite Cour.
- Croix de chemin dont celle de Baffariaie (XIXe siècle), croix de cimetière (XVIIIe siècle), calvaire (XIXe siècle).

## Personnalités liées à la commune
- Maison de Husson.